# La sentinella (racconto)
La sentinella (The Sentinel) è un racconto fantascientifico dello scrittore britannico Arthur C. Clarke, scritto nel 1948 e pubblicato per la prima volta nel 1951 (col titolo Sentinel of Eternity) famoso soprattutto per essere stato l'embrione del romanzo 2001: Odissea nello spazio e del film omonimo (sviluppati contemporaneamente e usciti nel 1968); è considerato uno dei testi che più hanno ispirato il regista Stanley Kubrick nelle sue opere.

## Storia editoriale
La sentinella fu scritto nel 1948 per un concorso della BBC (in cui non vinse) e venne pubblicato per la prima volta sulla rivista Ten Story Fantasy nel numero di primavera 1951, col titolo Sentinel of Eternity. Fu in seguito pubblicato all'interno delle antologie di racconti di Clarke Expedition to Earth (1953), The Nine Billion Names of God (1967) e The Lost Worlds of 2001 (1972). Malgrado il mancato riconoscimento iniziale, il racconto ebbe una influenza determinante nella carriera di Clarke.
Il racconto venne tradotto per la prima volta in italiano nel 1967, come parte del libro Odissea nello spazio.

## Trama
Nel 1996, un anno del lontano futuro rispetto a quando fu scritto il racconto, l'umanità ha stabilito una presenza permanente sulla Luna e ne sta esplorando tutta la superficie. Durante una di queste missioni, all'interno del Mare Crisium, alcuni esploratori notano uno strano scintillio in lontananza. Recatisi a controllare, scoprono che è causato da una piramide di cristallo di natura chiaramente artificiale, protetta da uno scudo impenetrabile di energia.
Dopo circa vent'anni di inutili tentativi di accesso al misterioso manufatto, lo schermo viene finalmente infranto grazie a una esplosione nucleare, e la piramide si rivela essere frutto di una tecnologia avanzatissima; probabilmente si tratta un radiofaro lasciato sulla Luna da esploratori alieni milioni di anni prima, per segnalare loro se e quando sul pianeta sottostante, dove la vita era ancora agli albori, sarebbe nata una specie abbastanza evoluta da padroneggiare le due maggiori sfide che si presentano a una razza intelligente, il volo spaziale e l'energia atomica.
Spezzato lo scudo, il segnale che la piramide inviava nel cosmo si è interrotto: all'umanità non resta che scrutare il cielo in attesa dell'arrivo dei suoi costruttori, se ancora esistono, e tormentarsi nel dubbio se quella razza aliena, vecchia di milioni di anni e molto più antica dell'umanità, si presenterà ai terrestri ancora "infante" e verrà in pace oppure avrà ben altre, bellicose intenzioni, in quanto "i vecchi sono spesso insensatamente gelosi dei giovani".

## Edizioni
(parziale)
- Sentinel of Eternity, su Ten Story Fantasy, primavera 1951
- Arthur C. Clarke, La sentinella, in Odissea nello spazio (antologia), collana Gamma, traduzione di Gian Luigi Gonano, anno terzo, n. 14, Milano, Edizioni dello Scorpione, gennaio 1967,  pp. 12-23.
- La sentinella, 11/1990 Interno Giallo (antologia di racconti di Arthur C. Clarke) La sentinella. Il racconto che ha ispirato 2001: odissea nello spazio e altri capolavori di un maestro della fantascienza, collana NET (Nuove edizioni Tascabili) Gruppo Editoriale Il Saggiatore S.P.A., Milano 2004. illustrazioni di Lebbeus Woods, traduzione di Riccardo Valla, pp.130-143. Con una nota introduttiva dell'Autore, ISBN 9788851521547